# Badu Bonsu II
Pour les articles homonymes, voir Bonsu.
Vous lisez un « bon article » labellisé en 2023.
Badu Bonsu II (également orthographié Badu Bonso ou Baidoo Bonsoe) est un chef suprême ahanta et roi de la côte de l'Or (actuel Ghana). Le nom Badu Bonsu est le titre honorifique d'Asua Nyanke, en qualité de roi. Il naît à la fin du XVIIIe siècle et est exécuté le 27 juillet 1838. Nommé chef suprême vers 1830, il mène une politique hostile à l'égard des Néerlandais et conteste le traité de Butre. Il s'engage dans des différends commerciaux entre chefferies et petits États de la Côte-de-l'Or néerlandaise, afin d'étendre son influence et asseoir des revendications de gouvernance autonome.
D'abord soutenu par des commerçants afro-européens, ses actions lui font perdre progressivement le soutien des chefferies sujettes de Butre, Axim et Elmina. Les conséquences d'une altercation mortelle avec deux émissaires envoyés par le commandant depuis le fort d'Elmina mèneront à la guerre ahanto-néerlandaise pour le contrôle de la Côte-de-l'Or néerlandaise au terme de laquelle Badu Bonsu II est capturé, jugé et pendu. Sa tête est séparée de son corps après l'exécution et envoyée au Centre médical universitaire de Leyde pour analyses phrénologiques. Elle est redécouverte dans un bocal de formaldéhyde par l'écrivain Arthur Japin en 2002, et rendue au Ghana en 2009, plus de 170 ans après son exécution.

## Biographie
Badu Bonsu II descend d'une dynastie reprenant ce nom comme titre royal ahanta. Ce nom est généralement précédé du prédicat honorifique Otumfuo (akan : Sa Majesté). Son prédécesseur, postérieur aux insurrections de John Canoe, s'établit comme nouveau roi des Ahantas vers 1800 depuis la ville de Busua. Badu Bonsu II lui succède vers 1830, mais sa politique agressive n'est pas soutenue par les chefferies qui lui sont assujetties.
Il applique une politique hostile aux Néerlandais et commence à contester les termes du traité de Butre. Il interdit notamment le commerce de la poudre à canon. Par jeu de rançonnement, il extorque des fonds auprès du chef Wassa Etteroe et mène ce conflit commercial interne au déclenchement de la guerre ahanto-néerlandaise,.
Il est décrit par les Néerlandais comme un roi cruel, arrogant et cupide tandis qu'il est élevé au rang de héros par les Ahantas. Ces derniers estiment que Badu Bonsu II est dans son bon droit en défendant son territoire. Il est alors considéré comme un homme de courage et un symbole de résistance.
Après sa mort, le trône de Busua devient vacant pendant 10 ans durant lesquels les Néerlandais interdisent la reconstruction de la ville, détruite depuis la guerre. Le frère cadet de Badu Bonsu II lui succède finalement en 1848. Badu Bonsu XV (décédé en 2022) descend de cette dynastie.
Les conséquences de la rébellion de Badu Bonsu II sont importantes sur le royaume Ahanta qui se retrouve divisé au point que la poursuite de la culture orale est interrompue dans les chefferies locales. En conséquence, la chronologie de la mémoire orale ahanta dépasse rarement le personnage de Badu Bonsu II.

### Dynastie des Badu Bonsu

#### Ascendance

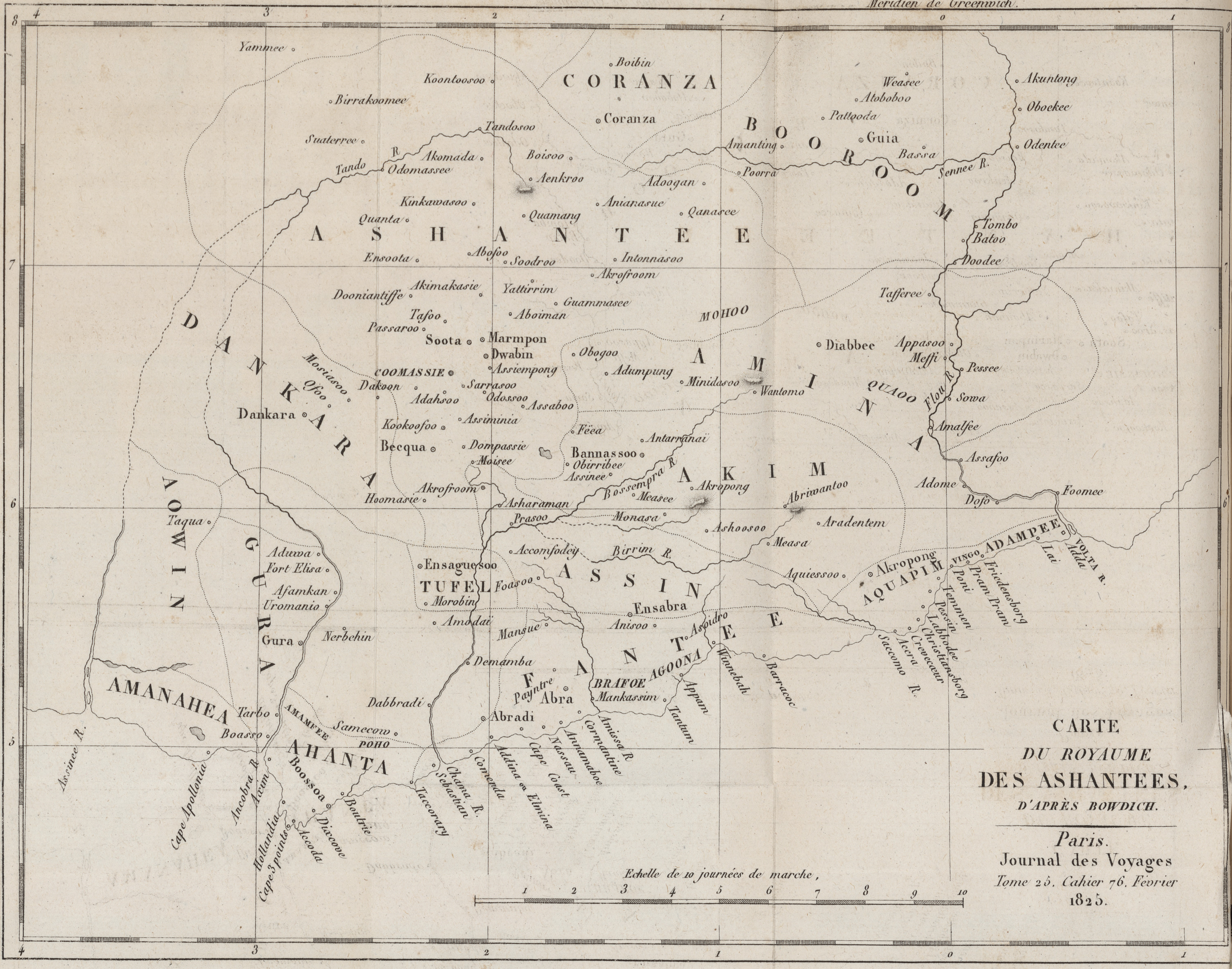
Carte des royaumes de la Côte de l'Or, avant l'accession au pouvoir de Badu Bonsu II.

La tradition orale fait remonter la fondation du royaume Ahanta et de la dynastie Badu Bonsu au XIIIe siècle, attribuant au premier roi de la ville de Busua le titre de Badu Bonsu. Cependant, il semble plus probable que le premier roi ait en réalité porté le nom d'Annor Asmah.
D'après Charles Wellesley Welman, l'origine de l'actuelle dynastie royale remonte à 1800 lorsqu'elle reprend possession du trône de Busua. Badu Bonso établit le titre honorifique de chef suprême et devient Badu Bonsu I. Cette dynastie fait suite à une période d'instabilités internes sans chef suprême. En effet, le dernier identifié dans les registres est John Canoe, mort en 1724. Tous les Ahantas, à l'exception des chefferies de Sekondi et Dixcove sous souveraineté britannique, deviennent alors les sujets de la nouvelle dynastie royale.
Après environ 30 ans de règne, il cède sa place à son fils et héritier, Asua Nyanke, qui endosse alors le titre de Badu Bonsu II. Les chefferies Fanti de Shama et Elmina deviennent sujet des Ahantas vers 1830 également.

#### Descendance

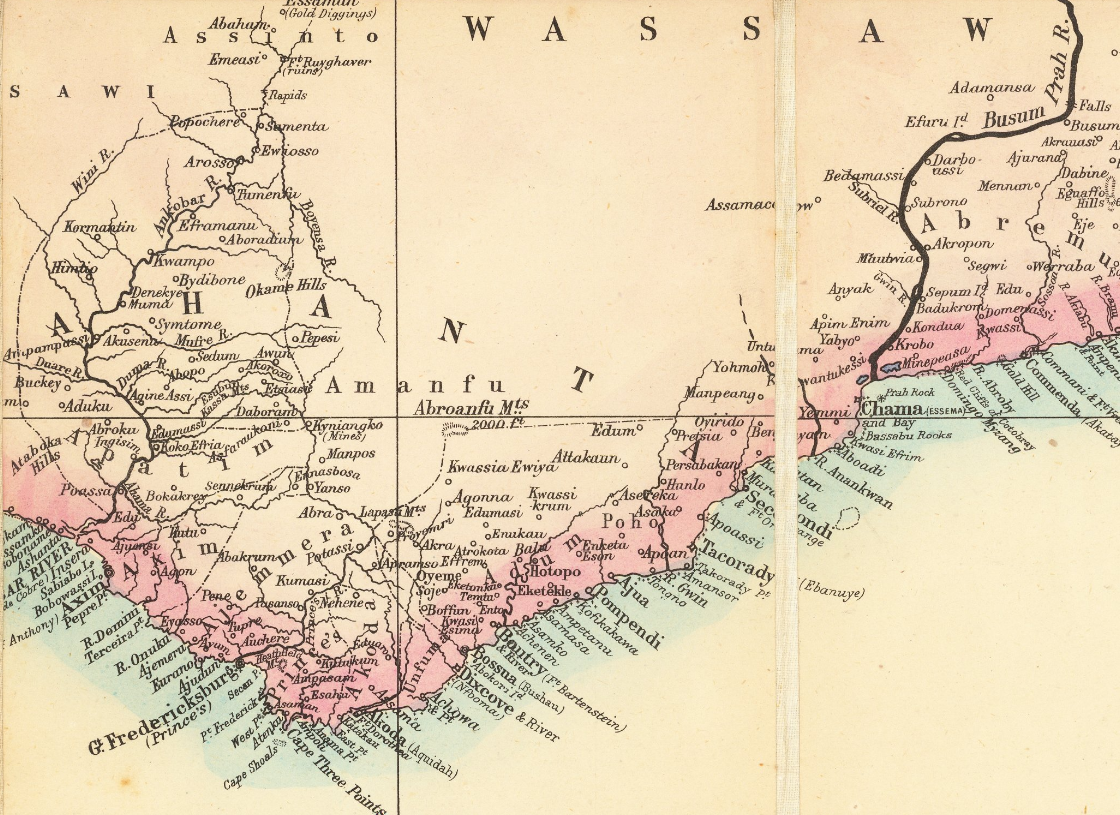
État de la confédération Ahanta en 1873, s'étendant de la rivière Ankobra au fleuve Pra.

Après l'exécution de Badu Bonsu II, le trône de Busua reste vide durant dix ans, à la suite de l'interdiction de reconstruire la ville. Les Néerlandais destituent la fonction de chef suprême et refusent de la reconnaître durant cette durée. Le gouverneur Anthony Van der Eb lève, en 1848, l'interdiction de nomination, mais ne reconnaît aucune autorité ou droit indigène au chef suprême. Cette année-là, Badu Bonsu III est désigné comme successeur, mais meurt un an plus tard. Badu Bonsu IV, tentera de plaider en faveur de la reconnaissance du rang de chef suprême auprès de différents gouverneurs, sans succès. Il se suicide en 1863. Son successeur, Kwaw Asua (Badu Bonsu V) parvient à rétablir des relations diplomatiques saines avec les Néerlandais et combat à leurs côtés contre les Britanniques. Il est reconnu roi à titre posthume. Malheureusement, les Britanniques, qui reprennent possession des territoires, refusent de reconnaître le titre de chef suprême à ses descendants.
Sans reconnaissance, les Badu Bonsu se succèdent malgré tout sur le trône de Busua et exercent une influence importante au point de susciter des troubles et un soutien à l'indépendance du pays. Aujourd'hui, le trône n'est plus occupé à la suite du décès en 2022 de Badu Bonsu XV dont la fonction est d'assurer la préservation des traditions et de la culture ahanta.

### Rébellion contre les Néerlandais

#### Contexte
Durant le règne de Badu Bonsu II, la politique coloniale néerlandaise au Ghana traverse de nombreux changements. La pression commerciale de l'abolition de l'esclavage par les Britanniques pousse les Pays-Bas à interdire la traite négrière dès 1814. Guillaume Ier désigne Herman Willem Daendels, un de ses opposants, pour mettre en place un projet de développement visant à réorganiser les possessions en Côte-de-l'Or. À la mort de ce dernier, en 1818, le projet semble abandonné et le nombre de fonctionnaires réduit à seulement une dizaine. La garnison des forts est alors composée uniquement de soldats africains et encadrés par des Afro-européens.
Dans les années 1830, les plans de réorganisation reprennent, afin de stimuler le commerce de l'huile de palme, du coton ainsi que la création d'une mine d'or. Le gouvernement néerlandais finance une mission visant à recruter des soldats africains. Le major-général Jan Verveer est désigné pour cette mission et établit un accord commercial à Kumasi avec les Ashantis, impliquant des transactions d'armes à feu et de poudre à canon.
Les conflits internes ont également des conséquences telles que la guerre anglo-ashanti dans laquelle la confédération Fanti est impliquée. Certaines chefferies de la confédération font défection et deviennent sujets Ahanta et sont reprises comme étant sujets de Badu Bonsu II durant son règne.

#### Influences et premières tensions

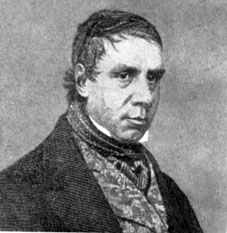
Carel Hendrik Bartels, commerçant afro-européen le plus influent de la Côte-de-l'Or néerlandaise.

Des conflits internes éclatent entre divers États africains et c'est dans ce climat que Badu Bonsu II adopte une posture militariste bien que plusieurs chefs ahantas préservent de bonnes relations avec les Néerlandais. Il aurait agi avec le soutien du commerçant euro-africain Pieter Bartels, demi-frère de Carel Hendrik Bartels considéré comme l'homme le plus riche de la Côte-de-l'Or néerlandaise. Il aurait cherché un moyen d'étendre son influence commerciale en s'appuyant sur la politique du roi ahanta. Au terme du conflit, Pieter Bartels est emprisonné et exilé aux Indes orientales néerlandaises où il meurt en 1847.
À la suite de la mission effectuée par Jan Verveer, Badu Bonsu II interdit à ses sujets de vendre des armes au peuple Wassa, eux-mêmes sujets des Ashantis. Face à ce conflit commercial, le commandant du Fort Orange à Sékondi convoque le roi. Cependant, lorsque Badu Bonsu II se présente au fort, il n'y trouve personne et l'affaire dégénère. Il informe les Néerlandais que s'ils souhaitent réellement le rencontrer, ils doivent se déplacer à Busua, le siège de son palais.

#### Déroulement
Le conflit éclate réellement le 23 octobre 1837 lorsque Badu Bonsu II saisit une cargaison de poudre à canon qui doit parvenir en Ashanti. Un détachement de soldats est envoyé et des coups de feu sont tirés. Deux hommes sont tués par Badu Bonsu II. Il les aurait décapités et aurait orné son trône des deux têtes, cependant le rapport rédigé en 1839 par l'officier de marine H. F. Tengbergen indique que le roi se serait en réalité retiré dans les forêts du centre d'Ahanta sans adopter de posture provocatrice.
Hendrik Tonneboeijer, gouverneur de Butre par intérim, préfère envoyer une expédition punitive plutôt que de demander des renforts au ministère à La Haye. Il obtient un détachement de 250 hommes issus de la garnison d'Elmina et le conduit le 28 octobre 1837 depuis le Fort Batenstein avec pour objectif de tuer le roi. Cependant, les troupes néerlandaises sont prises en embuscade : 45 soldats meurent, incluant Hendrik Tonneboeijer,. Le gouvernement néerlandais justifie, via les termes du traité de Butre une action militaire contre Badu Bonsu II et un corps expéditionnaire supplémentaire est envoyé depuis les Pays-Bas vers le territoire ahanta avec à sa tête le major-général Jan Verveer.
L'action du roi Badu Bonsu II n'est pas soutenue par les chefs locaux qui sont pourtant ses sujets, si bien que ceux-ci coopèrent avec Jan Verveer. Le chef d'Axim attaque par l'ouest, celui de Wassa par le nord tandis que le corps expéditionnaire s'enfonce par le Sud aux côtés du chef de Butre.
Le 10 juillet 1838, Badu Bonsu II est capturé par le chef de Butre qui le livre aux Néerlandais,. Les troupes de Jan Verveer traquent les poches de résistance dans l'intérieur des terres et incendient les villes.

#### Exécution

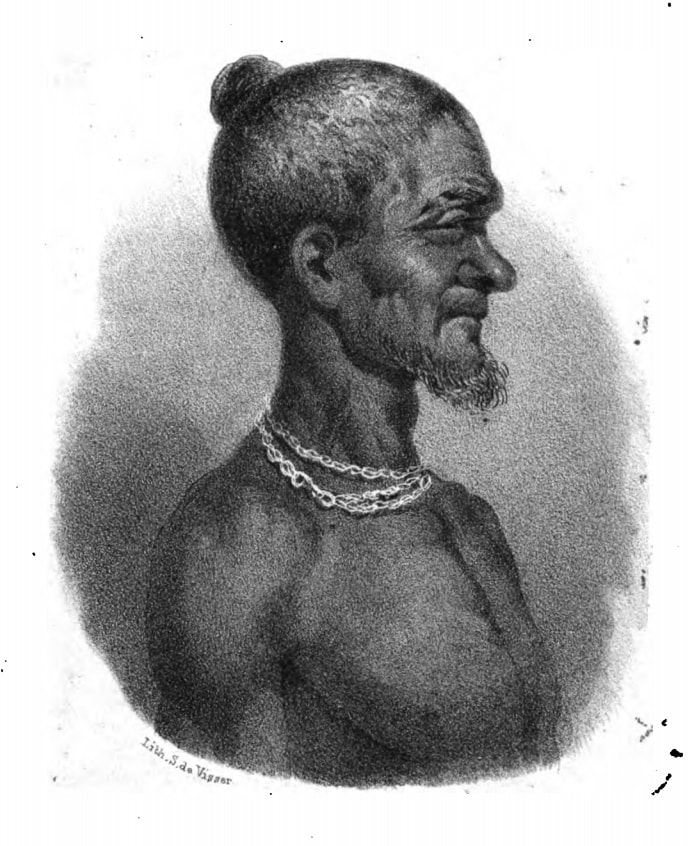
Portrait de Badu Bonsu II lors de sa capture, avant sa pendaison.

Le 18 juillet 1838, Badu Bonsu II est traduit en cour martiale et condamné à mort par pendaison à Sékondi. Selon le rapport de Tengbergen, le roi aurait réagi avec surprise au verdict. Le 27 juillet 1838, il est pendu. Tengbergen dépeint Badu Bonsu II durant les dernières heures de sa vie :

« Sur le lieu du châtiment, on lui a de nouveau lu son verdict ; aucune plainte n'échappait aux lèvres pincées, et il restait immobile, les mains liées. De son plein gré, il s'avança sous l'endroit où pendait la corde mortelle ; et avec les mots : dois-je à moi seul payer autant ? »

À la suite de l'exécution du roi Badu Bonsu II, un chirurgien néerlandais lui enlève la tête, ce qui constitue une profanation corporelle. La tête est emmenée aux Pays-Bas, où elle est perdue jusqu'en 2002.

##### Pas d'exécution par décapitation
La tradition orale ahanta veut que Badu Bonsu II ait été pendu puis décapité le jour de sa capture. Cependant, les rapports de Tengbergen permettent d'établir une chronologie des faits plus étendue tout en précisant le type d'exécution et la procédure du jugement. Il ne fait aucune mention de décapitation. Cependant, il fait référence à une coutume ghanéenne de fétichisation. Le corps aurait donc été jeté à la mer pour éviter que celui-ci ne soit démembré, afin de devenir un symbole de résistance.

##### Caractère légal du jugement
Une cour de justice est en place à Elmina, mais le tribunal n'est formalisé devant la loi néerlandaise qu'en 1847. On peut supposer que la loi s'appliquait par l'intermédiaire du gouverneur ou d'un juge désigné. Toutefois, le code pénal de 1813 n'y est probablement pas appliqué puisque l'ancien droit néerlandais s'applique toujours dans les colonies jusqu'en 1868.
Les sources sur l'administration de l'époque sont limitées et le verdict rendu contre Badu Bonsu II a été perdu en dehors du rapport fourni par Tengbergen ainsi que du compendium des lois et coutumes rédigé par le gouverneur Anthony Van der Eb. Cet ouvrage est terminé en 1851, mais commencé avant le conflit avec Badu Bonsu II. Ce texte donne le meilleur éclairage sur la réalité du cadre légal en place et évoque notamment la condamnation du roi :

« Dans la zone sous le contrôle de Boutrij, il n'y a pas eu de chef suprême depuis la condamnation du roi Bonsoe. »

Le rapport du gouverneur permet de distinguer deux systèmes juridiques différents en Côte-de-l'Or néerlandaise : d'une part le droit néerlandais et d'une autre le droit indigène. Chaque chefferie (Butre, Axim, Elmina) est considérée comme un gouvernement ayant son propre cadre juridique et doté d'une certaine autonomie, notamment pour régler les différends entre chefferies. Lors du jugement de Badu Bonsu II, il existe, en théorie, un système juridique pluraliste. Cependant, dans le cas du roi, c'est le droit néerlandais qui est appliqué, et non le droit indigène alors que le conflit prend d'abord racine dans des différends entre chefferies.

## Redécouverte et retour de la tête

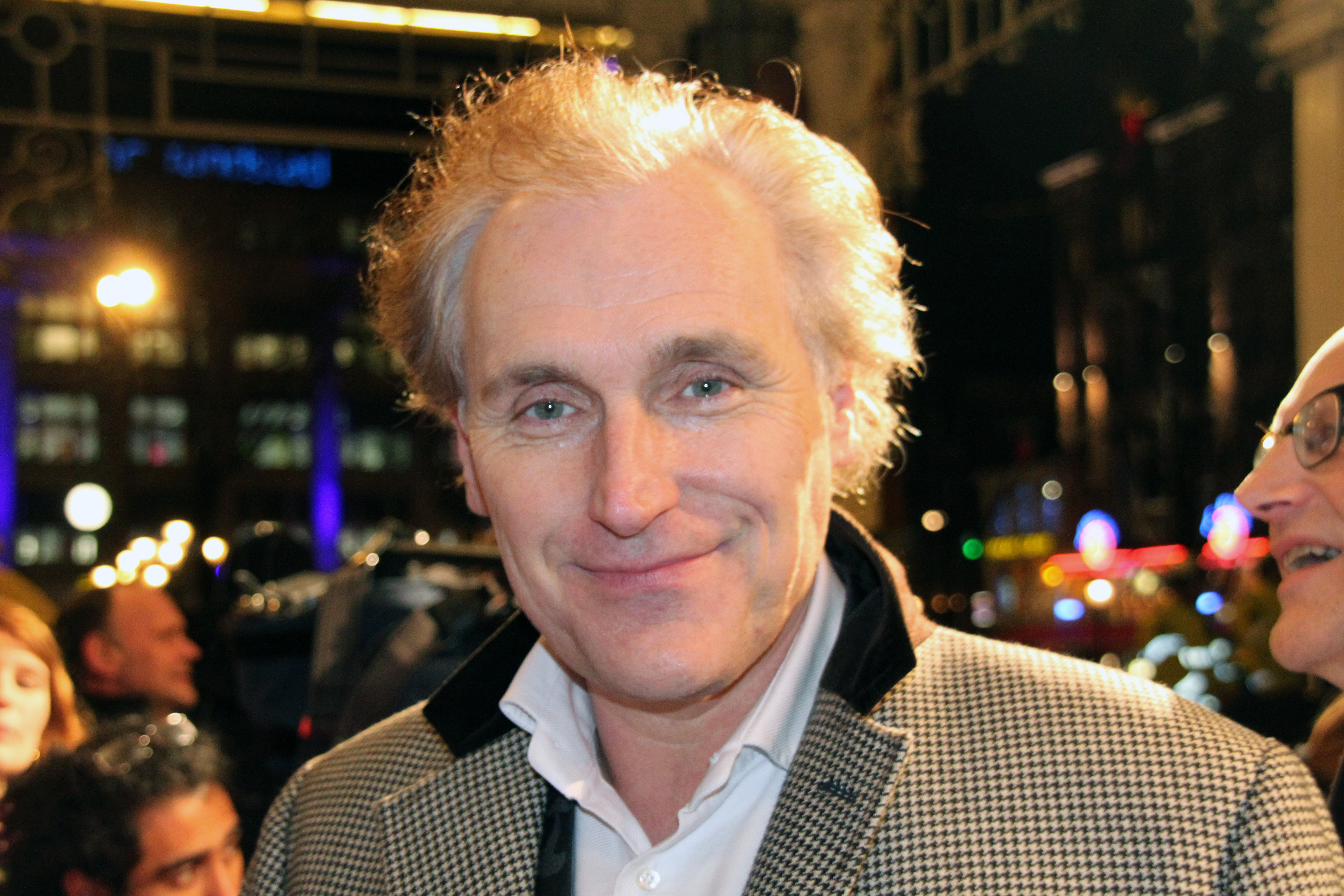
Arthur Japin, écrivain ayant découvert la tête de Badu Bonsu II.

La tête est redécouverte au Centre médical universitaire de Leyde aux Pays-Bas par l'auteur néerlandais Arthur Japin en 2002. Ses recherches remontent à 1992 lorsqu'il se renseigne sur un personnage ayant côtoyé Badu Bonsu II pour son roman Le Noir au cœur blanc (en). D'après l'auteur, l'université s'oppose à la divulgation publique de la découverte et en octobre 2008, il profite d'une visite d'État du président ghanéen John Kufuor auprès de la reine Beatrix pour leur faire part de sa découverte. Il en témoigne dans l'émission de télévision Pauw & Witteman (nl) le 28 octobre 2008 :

« Le bocal se trouvait dans une armoire d'une ancienne réserve d'études phrénologiques. (…) J'ai pu l'identifier grâce à la structure de son visage sur base des portraits effectués lors de sa capture ainsi que la datation du bocal. (…) Je voyais cette tête d'homme dans son bocal avec un anneau doré qui liait sa barbe et je me disais que ce n'était pas une bonne chose de garder cette découverte pour moi et laisser retomber ce personnage dans l'oubli. »

Une demande officielle du Ghana est transmise au gouvernement néerlandais par l'intermédiaire de l'ambassadeur en octobre 2008. En mars 2009, Ronald Plasterk annonce qu'il serait rendu à sa patrie pour un enterrement approprié. Le 23 juillet 2009, la promesse est tenue lors d'une cérémonie tenue à La Haye. Le Ministre néerlandais des Affaires étrangères Maxime Verhagen rend la tête à Nana Etsin Kofi II, représentant de la délégation ghanéenne. Des chants traditionnels sont entonnés. Cette cérémonie est considérée comme une conclusion rituelle de cette période sombre de l'histoire néerlandaise en Côte-de-l'Or.
Parallèlement, le chef suprême en place, Badu Bonsu XV, demande que la tête de Badu Bonsu II ne soit pas enterrée. Il souhaite que le voile soit levé sur l'histoire de sa mort et qu'un mausolée soit érigé en sa mémoire. Il exige également des excuses officielles de la part des Pays-Bas sur leur implication dans la traite négrière. En accord avec cette demande et le contrat de restitution, la tête est rapatriée au Ghana et conservée à Accra. Il faut attendre le 19 décembre 2022 pour que le Premier ministre des Pays-Bas Mark Rutte s'exprime aux archives nationales sur le rôle et l'implication historique des Pays-Bas dans le commerce d'êtres humains et présente des excuses.

### Exemple de trafic culturel colonial
La Convention de l'UNESCO de 1970, dans son article 15, n'empêche aucun État de conclure des accords pour la restitution de biens culturels. La restitution de la tête de Badu Bonsu II relève d'un cas pratique concernant les restes humains représentant un bien culturel et soulève plusieurs problématiques en matière de droit. Le processus de restitution est initié lors de la visite du président ghanéen John Kufuor aux Pays-Bas et la communauté ahanta est associée au processus, représentée par Nana Etsin Kofi II. Un accord est signé entre les deux gouvernements, afin que la tête soit rendue aux Ahantas. Une cérémonie traditionnelle est bien effectuée au ministère des Affaires étrangères des Pays-Bas, mais l'accord ne spécifiait pas avec précision le lieu de restitution. En l'état, la tête est stockée à Accra.

## Traces mémorielles
La tradition orale ahanta parle du roi Badu Bonsu II en termes élogieux, si bien qu'il fait partie des légendes de la culture ghanéenne. Il est considéré comme le roi le plus célébré pour avoir fait face aux Néerlandais. Le dernier roi ahanta, Badu Bonsu XV, parle de lui en ces termes :

« Un roi courageux qui s'est opposé aux autorités néerlandaises et qui a gagné sa place dans l'histoire du Ghana comme l'un des grands chefs africains ayant résisté à la domination, l'exploitation et le sous-développement africain par les puissances européennes. »

Son histoire est fréquemment réutilisée dans la culture populaire et dans les ouvrages culturels. Dans Knot of Stone (en), le voyage de sa tête est évoqué comme exemple de trafic illicite de biens culturels du colonialisme. Enfin, il est au cœur de l'œuvre d'Arthur Japin qui amena à la redécouverte de sa tête : Le Noir au cœur blanc (en). L'histoire romancée de Badu Bonsu II y est racontée, afin d'appuyer l'évolution des personnages principaux et ce lourd bagage culturel qui les accompagne.